# Seychellerblådue
Seychellerblådue (latin: Alectroenas pulcherrimus) er en dueart, der lever på Seychellerne.